# Maciej Koźmiński (historyk)
Maciej Koźmiński (ur. 1 czerwca 1937 we Lwowie) – polski historyk, tłumacz, nauczyciel akademicki. Profesor nauk humanistycznych. Ambasador RP na Węgrzech (1990–1996).

## Życiorys
Ukończył studia historyczne na Uniwersytecie Warszawskim. Od 1963 do 2008 był związany z Instytutem Historii Polskiej Akademii Nauk, gdzie się doktoryzował (1969) i habilitował. Prowadził wykłady z literatury polskiej na Uniwersytecie im. Loranda Eotvosa w Budapeszcie (1986/87, 1992). Od 1998 w Collegium Civitas, gdzie był m.in. dyrektorem Instytutu Dyplomacji oraz Centrum Badań Cywilizacji i Dyplomacji Europejskiej. W latach 2001–2004 profesor nadzwyczajny Wydziału Neofilologii UW.
Autor lub współautor ok. 180 książek, rozpraw, artykułów, recenzji, źródeł z zakresu historii Polski i powszechnej XIX i XX wieku, Europy Środkowej – stosunków narodowościowych (mniejszości) i konfliktów międzypaństwowych (granic); promotor trojga doktorów. Tłumacz książek z węgierskiego.
11 października 1990 objął stanowisko Ambasadora Nadzwyczajnego i Pełnomocnego RP na Węgrzech, które pełnił do 1 grudnia 1996.
W 1996 odznaczony Krzyżem Komandorski Orderu Zasługi Republiki Węgierskiej oraz Krzyżem Komandorskim Orderu Odrodzenia Polski.

## Wybrane publikacje
- O świadomości narodowej na pograniczu węgiersko-słowackim po I wojnie światowej, Wrocław: Zakład Narodowy im. Ossolińskich, 1985.

- Polska i Węgry przed drugą wojną światową (październik 1938-wrzesień 1939): z dziejów dyplomacji i irredenty, Wrocław: Zakład Narodowy im. Ossolińskich Wydaw. PAN, 1970.